# Аль-Джихад (футбольный клуб, Эль-Камышлы)
«Аль-Джиха́д» (араб. الجهاد‎) — сирийский футбольный клуб, базирующийся в Эль-Камышлы. Основан в 1962 году как клуб «Аш-Шабиба». В 1971 меняет название на «Аль-Джихад», которое носит и по сей день.

## История
Клуб был основан в 1962 году от имени молодёжного спортивного клуба. Туда входило более чем 5000 членов и ассоциированных, в том числе 935 женщины. Аль-Джихад развивает баскетбол, волейбол, лёгкую атлетику, тяжёлую атлетику, шахматы и боевые искусства каратэ, тхэквондо. Клуб в настоящее время стремится войти в бокс и борьбу двух типов
Греко-римскую и Вольную. Наиболее важные спортивные успехи, достигнутые клубом — это победа в младшей футбольной лиге сезона 1993−1994 и 1997−1998.
Junior сезона лиги 89—90, а также Лигу чемпионов Кабс Сезон 94—95
Клуб Джихад пополнил сборную Сирии, такими профессионалами, как тренер Келлук Моисей Дьякона и Ханна Аббуд, Насри Искандер , Феннер и Зана Хаджоу и Риад Ноам, финансируемые Мохиуддин Фархан Рашид и Аммар аль-Юсеф Самир Саид, Нури аль-Хайтам Джанджалани Исмат и Джамруд Моисей и Соломон и покойный Иосиф Хайтам Kжо
Инцидент не забудет народ Камышлы и сирийский народ в целом. Клуб Джихада потрясла трагедия, которая унесла жизни лучших игроков.
Несчастный случай на их пути к Сахельскому Кубку в ночь на 21.12.1991 года,
Абуд тренер, Искандар Хуссейн Саид и вратарь Абдул Гани. Клуб стремится создать мемориал об этой трагедии.
С учётом превосходства спортивному клубу был выделен земельный участок, площадью 52 акра для строительства спортивных футбольных, баскетбольных, гандбольных
Теннисных, волейбольных стадионов, в дополнение бассейн и штаб-квартиру.
В 2002 году клуб потрясла ещё одна трагедия — авария по дороге в Дейр-эз-Зор, погиб лучший бомбардир в Сирии, футболист и легенда Аль-Джихад — Хайтам Кжо.

## Восстание в Камышлы
Сирийские футбольные команды Аль-Фетва, которая поддерживается главным образом арабами, и Аль-Джихад, поддерживаемая курдами, играли в Камышлы 12 марта 2004 года.
Полиция прибыла на стадион вскоре после начала игры, и на матче произошли сильные столкновения. Шесть болельщиков были убиты и ещё трое погибли в давке, спасаясь с трибун.
Следующий день был днем гнева курдов, вспыхнувшим, когда силы безопасности открыли огонь по похоронам болельщиков, и волнения распространились на соседние города и деревни.
Курды вышли на улицы Камышлы, скандируя антиправительственные лозунги и даже скинули статуи бывшего президента Хафеза Асада.

## Хайтам Кжо
Хайтам Кжо родился 1 января 1976 года, с 1990 года начал выступать за Джихад. Сезоны 1996/97 провел за центральный клуб полиции, после чего вернулся в родной клуб. В 1996 году был вызван в молодёжную сборную Сирии для участия в отборочных матчах Азиатского Кубка. Дважды становился лучшим бомбардиром в Сирийской лиге в 1998/1999 и 2000/2001 года. Его карьера завершилась его смертью. 16 октября 2002 года, после трагической автокатастрофы по дороге в Дейр-эз-Зор к подготовке к участию в матче второго дивизиона.

## Рекорды
- Самая крупная победа — 12-0 («Mayadin» — 25 тур 17 июня 1998/99) — Хайтам Кжо 25, 47, 51, 65, 71, 72, 74, 75, 85, 88, Давоуд Яакоуб 53, Ганем Шебо 80
- Самое крупное поражение — 1:9 («Hottin» — 23 тур 28 апреля 2005/06).
- Лучший бомбардир клуба — Хайтам Кжо

## Статистика выступлений
| Годы    | Место | В-Н-П   | Очки |
| ------- | ----- | ------- | ---- |
| 2005/06 | 14    | 0-2-24  | 2    |
| 2003/04 | 13    | 6-9-13  | 27   |
| 2000/01 | 5     | 15-4-7  | 49   |
| 1999/00 | 6     | 10-8-8  | 38   |
| 1998/99 | 4     | 9-12-5  | 39   |
| 1997/98 | 8     | 10-7-9  | 37   |
| 1996/97 | 13    | 7-4-15  | 25   |
| 1995/96 | 12    | 5-11-11 | 26   |
| 1990/91 | 12    | 2-6-14  | 12   |
| 1989/90 | 10    | 5-7-10  | 22   |
| 1987/88 | 12    | 4-5-13  | 17   |
| 1984/85 | 9     | 5-9-8   | 24   |